# Pedro Vander Linden
Pedro Vander Linden, nacido en Bruselas (Bélgica) en 1808 y fallecido en Guadalajara (México) en 1860, fue un médico y cirujano militar belga.

## Biografía
Estudió medicina tanto en Bélgica como en Francia. Graduado en medicina en la Universidad de Bolonia en 1828, formó parte del ejército libertador por la independencia de su país y tras el triunfo, en 1830, decidió emigrar a México. Se estableció hacia 1834 en Guadalajara, donde contribuyó a la enseñanza de la medicina en la ciudad tapatía. Allí inauguró la primera cátedra de cirugía operatoria y fue miembro de la Academia Nacional de Medicina a partir de 1838. Se incorporó como médico militar en el Regimiento Allende de dicha ciudad y diseñó el sistema de camillas «argelo-mexicano», que estaba concebido para superar los difíciles accidentes geográficos del país mediante el transporte sobre dos acémilas y cuya responsabilidad incumbía a dos enfermeros.
Entre 1846 y 1848 participó desde el bando mexicano en la intervención estadounidense en México y fue capturado por los estadounidenses en la Batalla de Cerro Gordo; en dicha batalla, mientras amputaba un pie a un capitán mexicano, su imagen fue capturada para el que posiblemente sea el primer daguerrotipo de la historia de una amputación en un campo de batalla (daguerrotipo del 18 de abril de 1847).
Después de la guerra participó como inspector de sanidad militar en el gobierno de Santa Anna en 1856 y editó la primera revista de traumatología del continente americano (Boletín del cuerpo médico militar, 1857). 
Murió de tifus en 1860 al intentar auxiliar al general Jesús González Ortega, de filiación liberal. Se distinguió por modernizar al servicio de sanidad militar de México y promover el sentido humanitario de la medicina tanto en atención al enemigo como en tiempo de paz.